# Meidoorn-jeneverbesroest
Meidoorn-jeneverbesroest (Gymnosporangium clavariiforme) is een heteroecische schimmel behorend tot de familie Gymnosporangiaceae. Het is een biotrofe parasiet die spermogonia en aecia vormt op bladeren van de meidoorn en de lijsterbes. Ook een krentenboompje, appelbes, peer en kweepeer kunnen als alternatieve waardplant voor de geslachtlijke fase fungeren. De aecia worden gevormd aan de onderkant van het blad in galvormige zwellingen die opvallend en karakteristiek zijn. De telia van de ongeslachtelijke fase worden alleen op jeneverbes gevormd.

## Kenmerken
Het is een niet-cyclische roest (het produceert geen urediniosporen) en zijn levenscyclus vindt plaats op twee waardplanten. Spermogonia en aecia (haploïde stadia tijdens geslachtelijke fase) ontwikkelen zich op sommige plantensoorten uit de rozenfamilie (o.a. op lijsterbes) de telia (ongelachtelijke fase) op de jeneverbes. 
Op de jeneverbes zijn de vruchtlichaampjes (telia) zuilvormig tot één centimeter hoog en komen in groepen voor op de houtige takken van deze plant. Bij nat weer zijn ze  geel tot oranje tot oranjerood met een gelei-achtige consistentie, en hun uiterlijk en consistentie lijken erg op het vruchtlichaam van het geel hoorntje (Calocera cornea). Bij droog weer worden ze bruin en door waterverlies krimpen ze en worden broos en moeilijk te zien. Ze verschijnen afzonderlijk of in groepen. De tweecellige teliosporen zijn 13-20 × 50-86 μm (in sommige bronnen 10-22 × 40-120 μm) groot. Elke cel heeft twee kiemporen nabij het septum.
Eenmaal besmet met Gymnosporangium clavariforme, is de jeneverbes permanent in de groei geremd. De symptomen zijn niet alleen feloranje telia (bij vochtig weer), maar ook een slechtere groei en soms zelfs strepen van scheuten.
De teliosporen ontkiemen direct, zonder rustperiode. De daaruit gevormde basidiosporen infecteren sommige soorten rozenplanten (zoals lijsterbes). Er verschijnen gezwollen en gele vlekken op de bladeren (en soms ook op de vrucht) waar het mycelium zich ontwikkelt. Binnen hen ontwikkelen zich kleine spermogonia en oranje, cilindrische aecia met een diameter van 2-3 mm. Ze hebben aan het eind een dicht wrattig en gerafeld peridium. De cellen van het peridium zijn min of meer rechthoekig, 52-130 × 13-25 µm groot en hebben een 3,2-7,5 µm dikke binnenwand. De buitenwand is 1,0-1,5 µm dik. In de herfst infecteren door de wind verspreide aecidiosporen jeneverbessen. Deze sporen zijn bleekbruin, fijnwrattig en meten 22-30 × 18-26 μm.
De veroorzaker van de symptomen op de meidoorn zal meestal Gymnosporangium clavariiforme zijn, maar het kan ook het zeldzamere Gymnosporangium confusum zijn. Deze twee soorten zijn alleen microscopisch van elkaar te onderscheiden.

## Verspreiding
De schimmel komt voor in Noord-Amerika en Europa. In Nederland komt het zeldzaam voor.

## Foto's

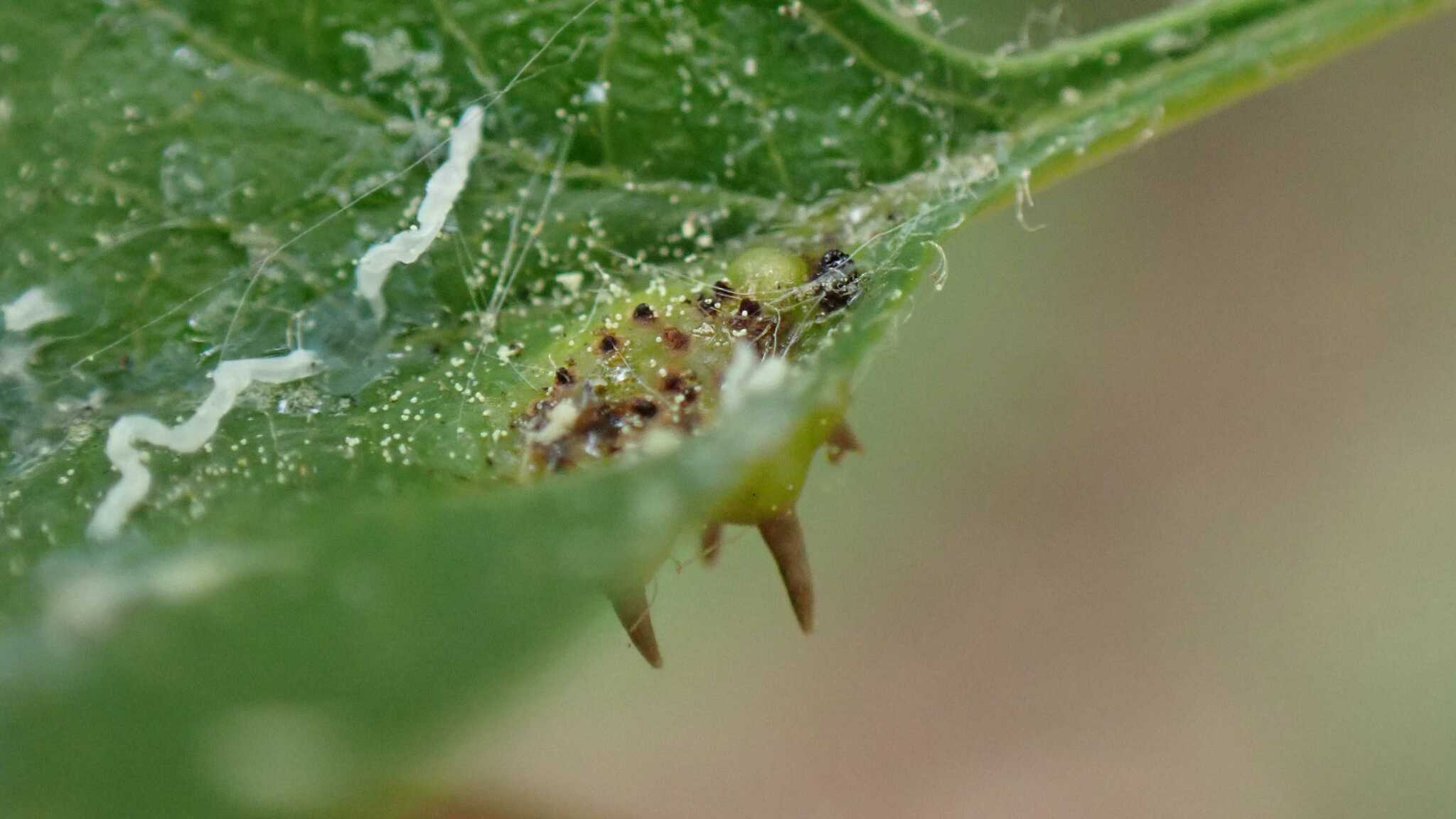
Spermogonia en aecia op blad van meidoorn
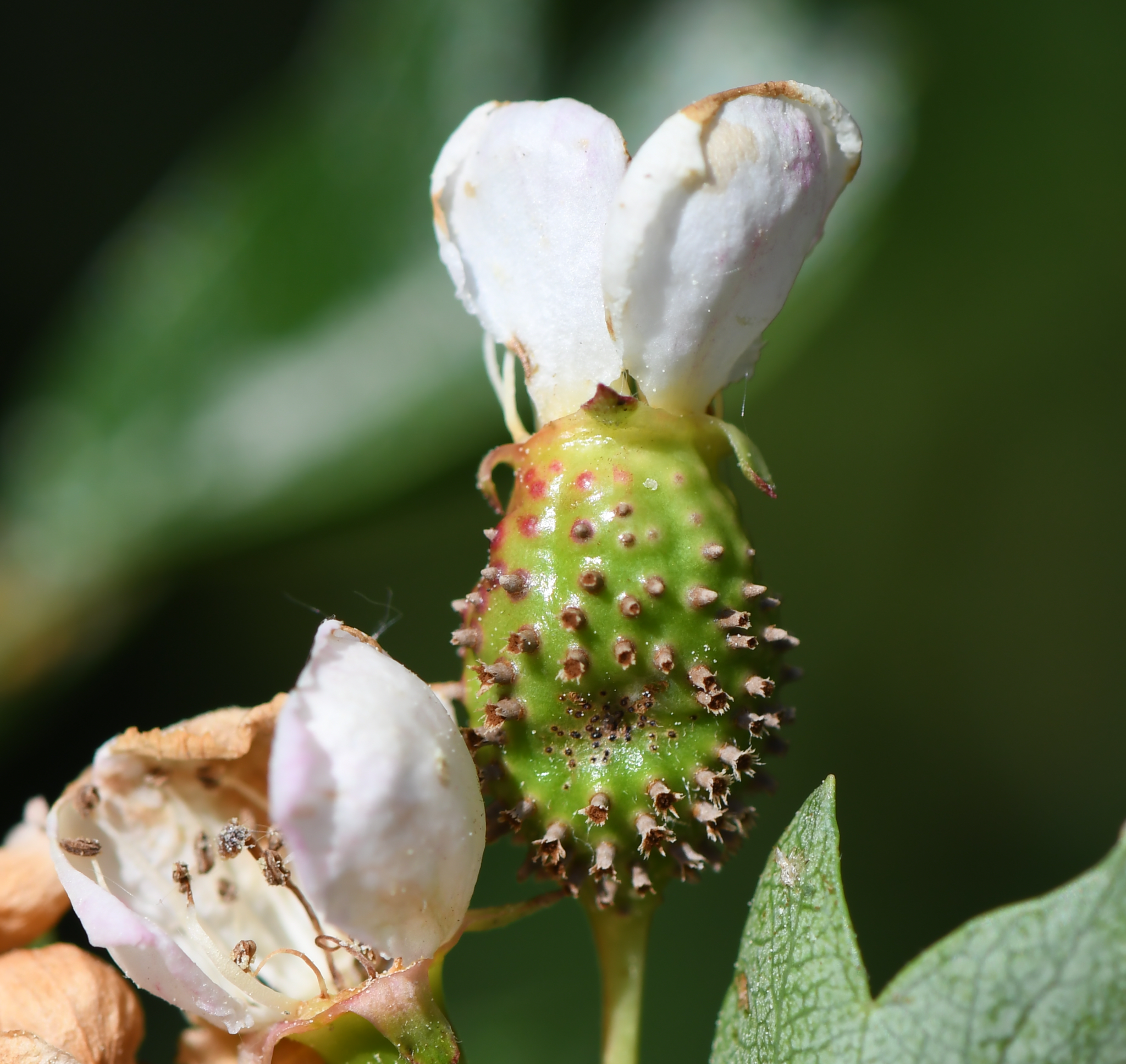
Spermogonia en aecia op vrucht van meidoorn
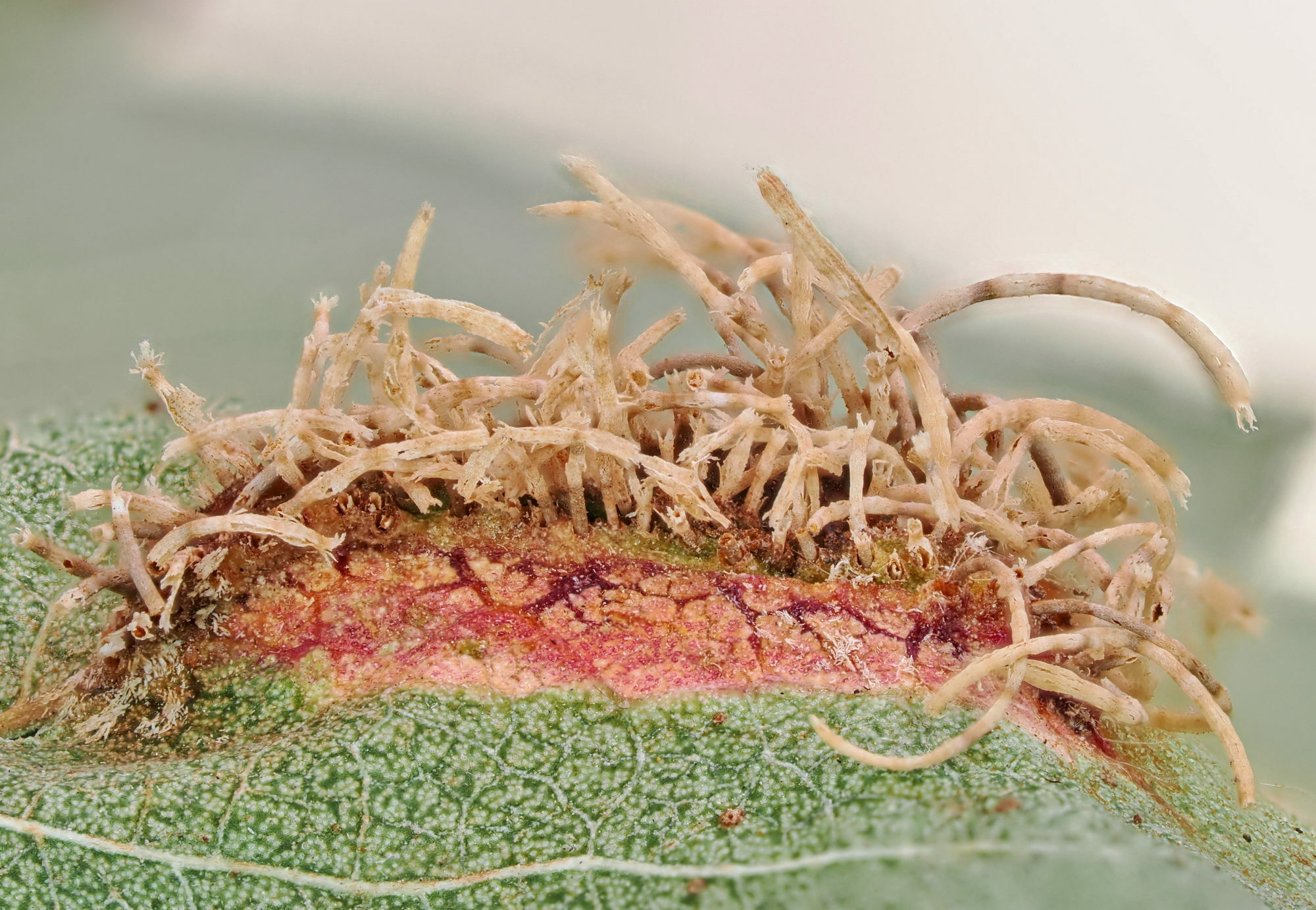
Aecia op blad van Crataegus pinnatifida
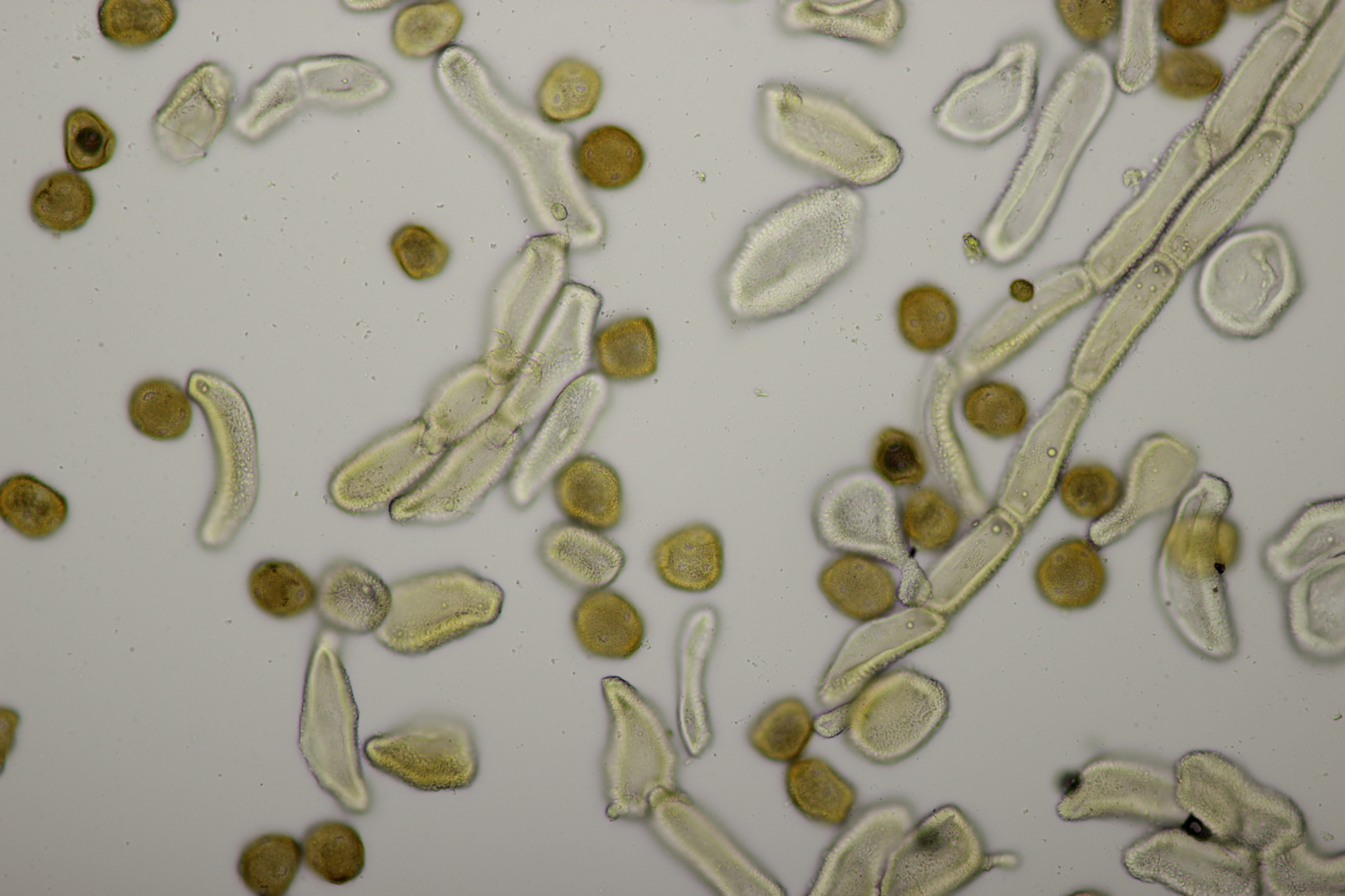
Parafysen met aecidiosporen
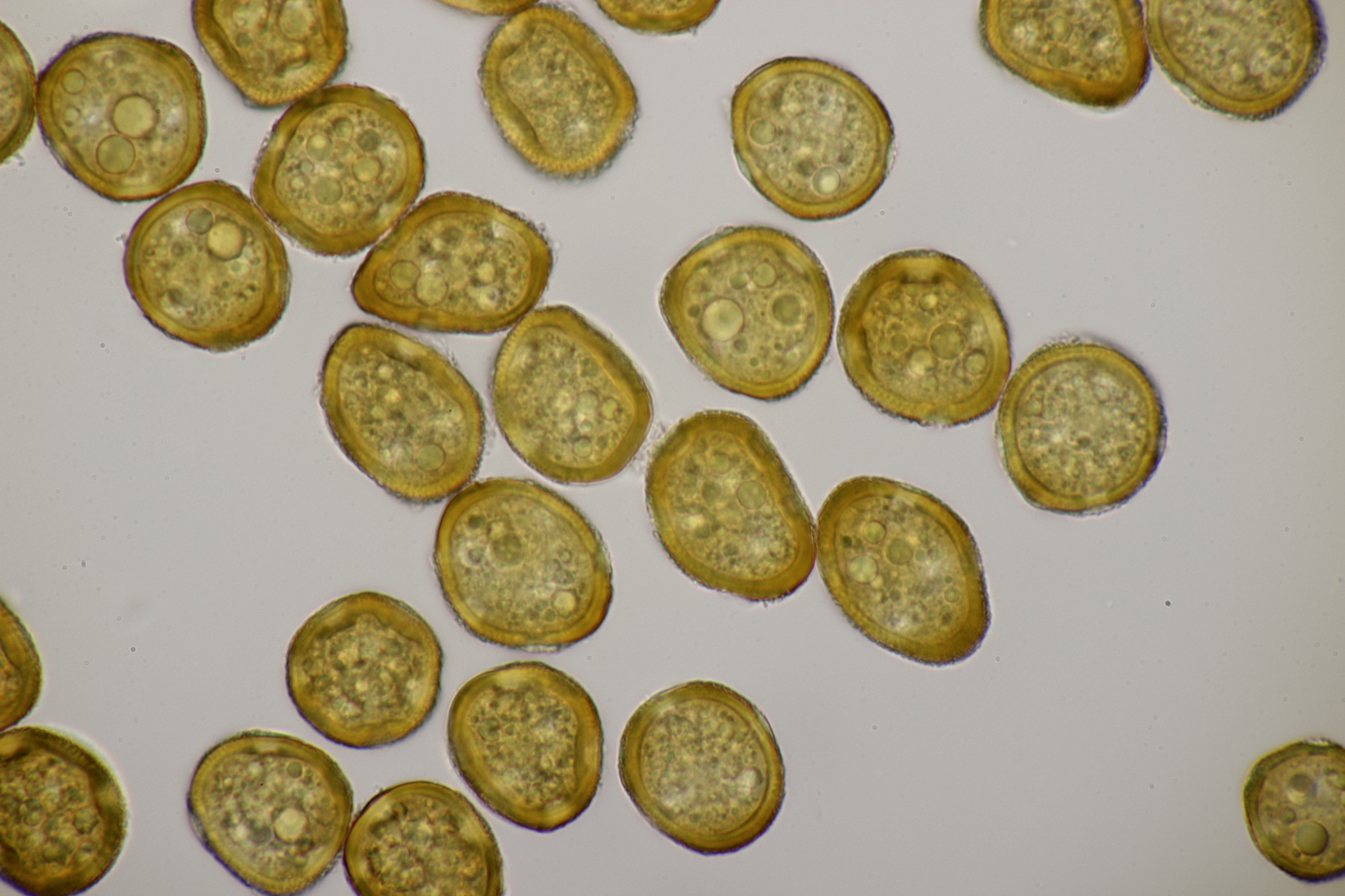
Aecidiosporen
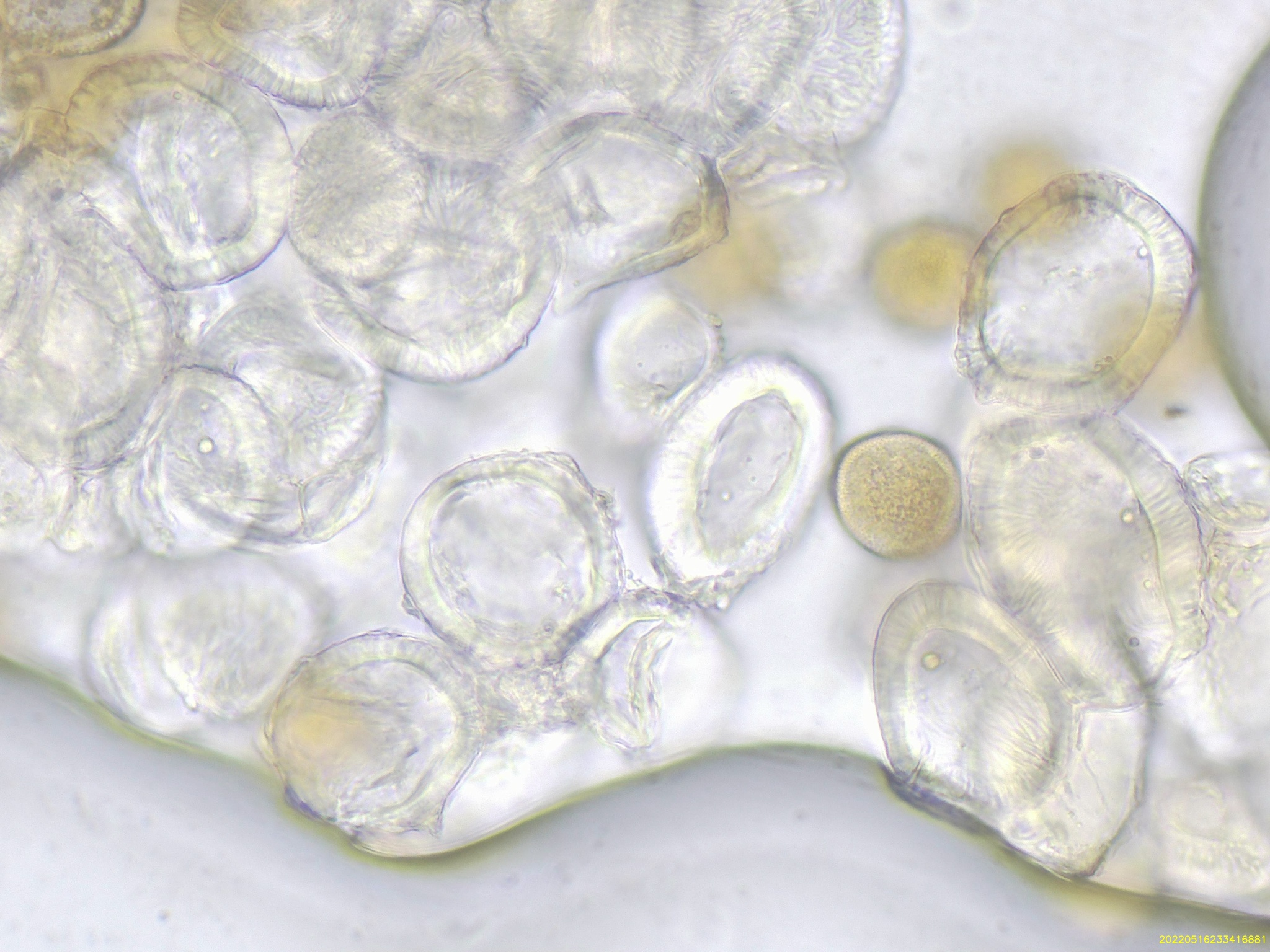
Peridiumcellen van aecium op eenstijlige meidoorn
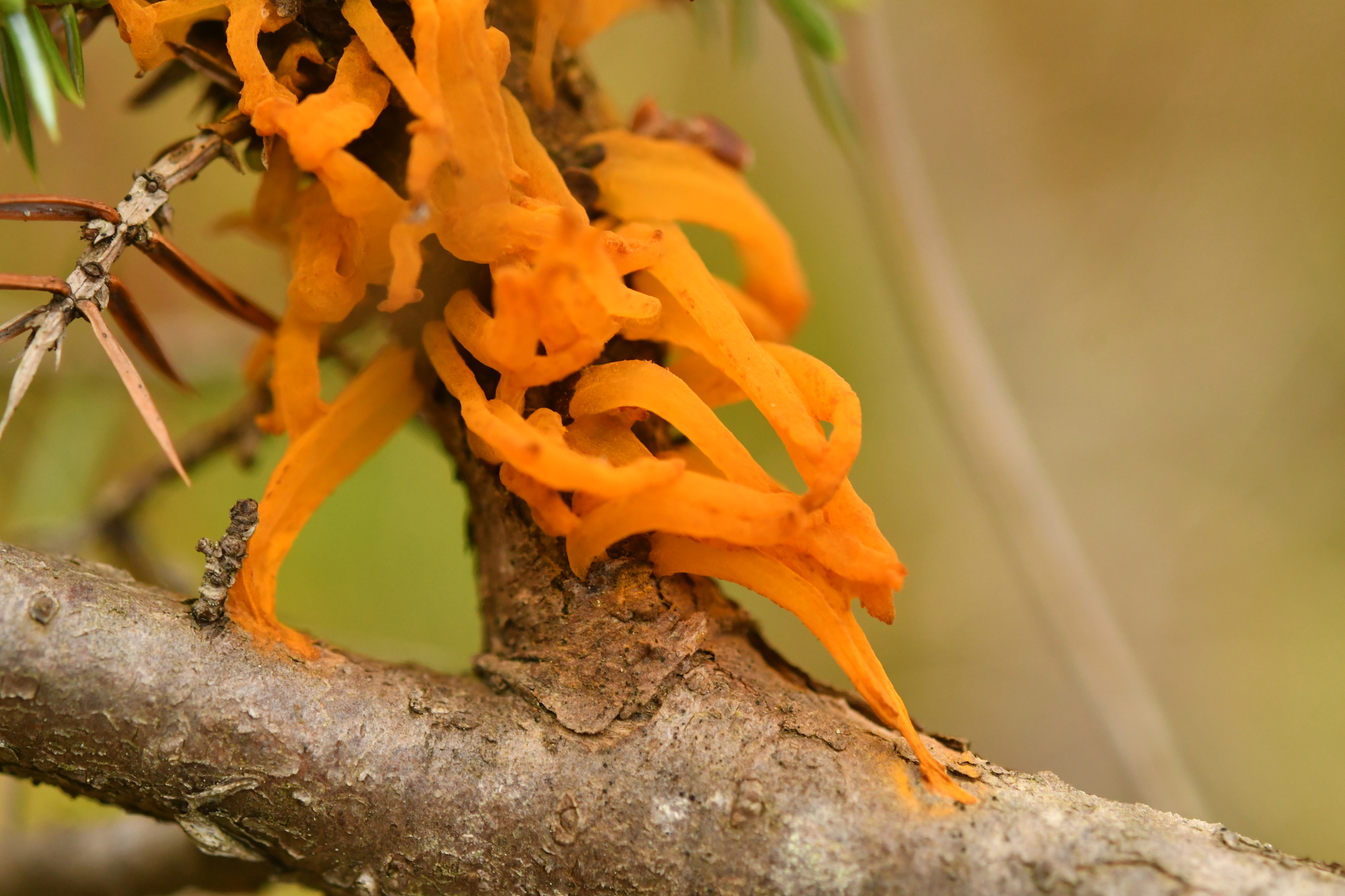
Telia van meidoorn-jeneverbesroest op jeneverbes
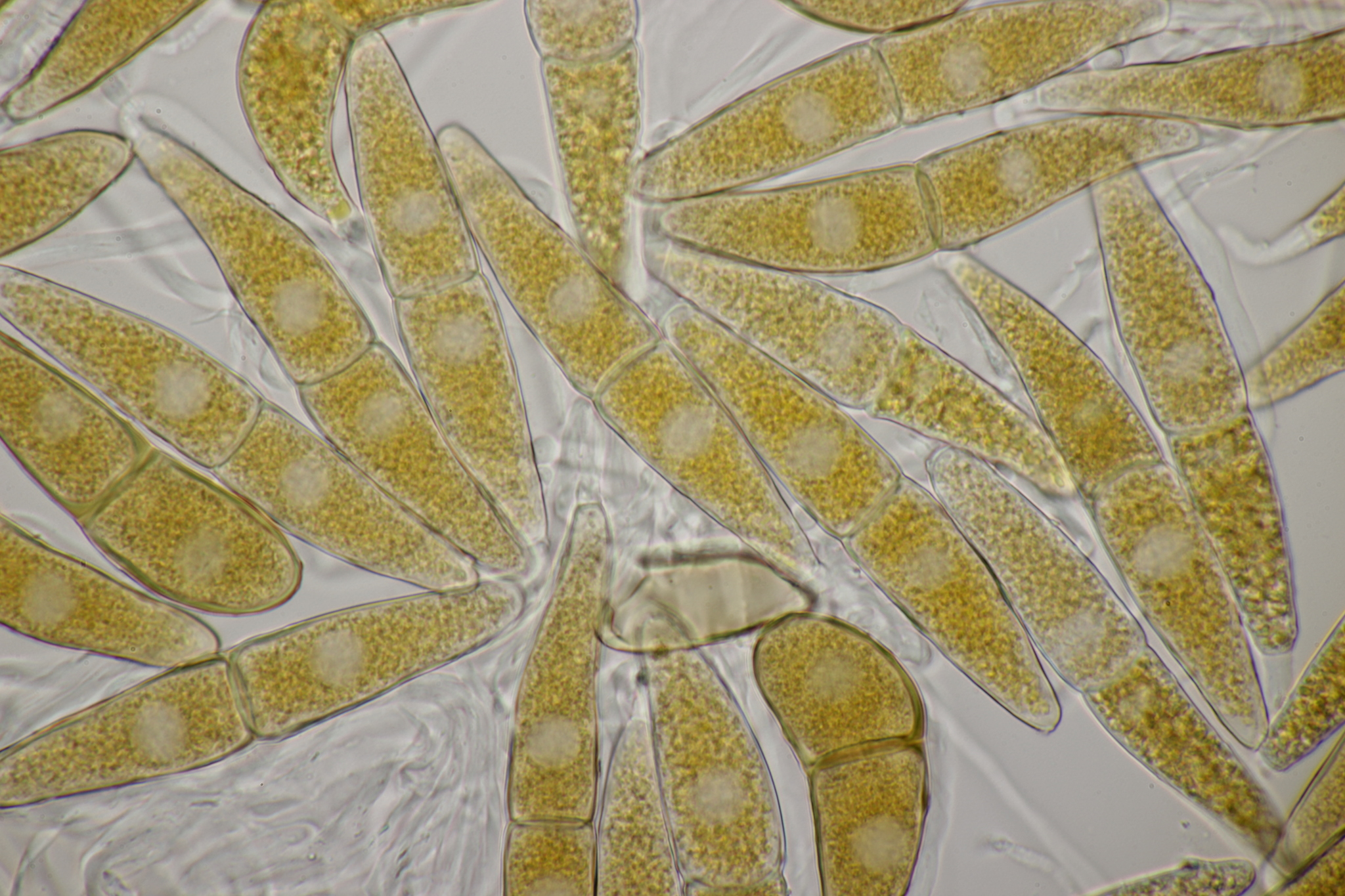
Teliosporen